# Попков Віктор Юхимович
Попков Віктор Юхимович (рос. Попков Виктор Ефимович 1932–1974) — російський художник і графік. Робив картини в стилістиці суворого стилю. Лауреат Державної премії СРСР (1975, посмертно).

## Життєпис
Народився в Москві. Батьки майбутнього художника перебралися в столицю із села, мали просте походження. Віктор закінчив Художньо-графічне педагогічне училище (1948–1952), а потім графічний факультет Московського художнього інституту імені В. І. Сурикова, його вчитель — Євген Кібрик. Але запам'ятався більше як живописець.
Як більшість випускників художніх училищ, примусово-добровільно посилався до Сибіру, де радянський уряд ініціював низку комуністичних будівництв заради зменшення населення в європейській частині СРСР і незграбного освоєння Сибіру. Серед ранніх картин молодого художника — «Будівники Братської ГЕС», «Відпочинок бригади».
Прихильник реалістичного відтворення побаченого, в картині «Відпочинок бригади» Віктор Попков показав простих робітників за грою в доміно. Недремане око радянської цензури вказало на таку гру як на погіршення світлого іміджу будівників світлого майбутнього усього людства — комунізму. І художник був вимушений замінити ганебне для комунізму доміно на шахи.
Але справжнім відкриттям для митця стане існування старих вдів Мезені, з їх життям, однаково змарнованими радянською владою та війною 1941–1945 рр., з їх сільською бідністю, пригніченістю і безперспективністю. Художником був створений цикл картин «Мезенські вдови».
Був прихильником так званого суворого стилю в радянському живописі. Мистецтвознавці пов'язували творчість представників суворого стилю з надіями на політичне та економічне оновлення в політиці, якого не відбулося. СРСР вповзло в стагнацію, а згодом і в політичну кризу 1980-х. Розчаруванням віє і від картин Віктора Попкова в стилістиці суворого стилю, де він ніби випадав з офіційного оптимізму, ціпенів, застигав ніби то уві сні, в потоці часу, де знайшлося місце спогадам про важке минуле та невирішені проблеми сьогодення (картини «Спогади. Вдови», «Одиначка», «Шинель батька»). В останній картині художник приміряє на себе знайдену шинель батька своєї дружини, теж художниці. Клара Каліничева народила від нього сина.
Художник Віктор Попков трагічно загинув в Москві 12 грудня 1974 року, був застрелений інкасатором, до автомашини котрого кинувся, прийнявши її за таксі. Обвинувачення з інкасатора зняли, бо той керувався службовою інструкцією в непередбачуваних ситуаціях.

## Вибрані твори
- Цикл «Мезенські вдови»
- «Будівники Братська»
- «Пісня Півночі»
- «Одиначка»
- «Добра людина була бабка Анісья»
- «Родина Болотових»
- «Шинель батька»
- «Двоє»
- «Спогади. Вдови»
- «Автопортрет»
- «Відпочинок бригади»
- «На роботу»
- «Сон»
- «Розлучення»
- «Мати і син»
- «Закінчена робота»
- «Тиша»
- «Очікування»
- «Мій день»
- «Старість»
- «Художник в селі»
- «Осінні дощі. Пушкін в садибі Михайловське»